# Shirayuki (destroyer, 1928)
Pour les autres navires du même nom, voir Shirayuki (destroyer).
Pour les articles homonymes, voir Shirayuki.
Le Shirayuki (白雪) était un destroyer de classe Fubuki en service dans la Marine impériale japonaise pendant la Seconde Guerre mondiale.

## Historique
À sa mise en service, le Shirayuki rejoint la 11e division de destroyers de la 2e Flotte. Au cours de la seconde guerre sino-japonaise, le Shirayuki patrouille au large des côtes du sud de la Chine, et participe à l'invasion de l'Indochine française en 1940.
Au moment de l'attaque sur Pearl Harbor, le Shirayuki est attribué à la 11e division de destroyers (3e escadre de destroyers) de la 1re Flotte, déployé du district naval de Kure. Du 4 décembre 1941 à février 1942, le Shirayuki couvre le débarquement des troupes japonaises en Malaisie, dans les îles Anambas et durant l'opération "B". Le 27 janvier, le Shirayuki et son convoi sont attaqués par les destroyers HMS Thanet et HMAS Vampire, à environ 80 milles marins (148 km) au nord de Singapour.
En février 1942, le Shirayuki fait partie de l'escorte du croiseur lourd Chōkai durant l'opération "L" (invasion de Banka et de Palembang, dans les Indes néerlandaises). Au cours de l'opération, il est crédité du naufrage ou de la capture de quatre transports tentant de fuir vers Singapour.
Le Shirayuki est ensuite affecté à l'opération "J", où il participe à la bataille du détroit de la Sonde le 1er mars, assistant aux naufrages du croiseur australien HMAS Perth et du croiseur américain USS Houston. Le Shirayuki est frappé par un obus explosant sur sa passerelle au cours de la bataille, tuant l'un des membres d'équipage et en blessant 11 autres.
Au début de mars, le Shirayuki escorte un convoi de troupes en provenance de Singapour, pour la Birmanie, participant à l'opération "D" (invasion des îles Andaman) le 23 mars. Lors des raids dans l'océan Indien, le Shirayuki patrouille au large de Port Blair. Du 13 au 22 avril, il retourne à l'arsenal naval de Kure via la baie de Cam Ranh et Singapour.
Les 4 et 5 juin, le Shirayuki participe à la bataille de Midway avec la flotte de l'Amiral Isoroku Yamamoto. D'août à novembre, le Shirayuki prend part à de nombreux “Tokyo Express” dans les îles Salomon. Le 12 octobre, il sauve des survivants de son sister-ship Murakumo, qui avait été torpillé.
Les 14 et 15 novembre, le Shirayuki est impliqué dans la deuxième bataille navale de Guadalcanal. En collaboration du croiseur léger Nagara, il assiste au naufrage de deux des quatre destroyers américains impliqués (USS Preston et USS Walke), blessant mortellement l'USS Benham (abandonné après la bataille), et a gravement endommagé l'USS Gwin, causant de lourdes pertes américaines pendant la première phase de la bataille.
Le Shirayuki retourne brièvement à Kure à la fin de l'année, escortant le porte-avions Hiyō.
En janvier 1943, le Shirayuki retourne aux îles Salomon, renforçant un convoi pour Shanghai. Il arrive ensuite aux Shortland avec le Contre-amiral Shintarō Hashimoto à la fin de janvier, étant navire amiral lors de l'évacuation de Guadalcanal, opération Ke, en février. Le Shirayuki est réaffecté dans la 8e Flotte le 25 février.
Au cours de la bataille de la mer de Bismarck du 1er au 4 mars, le Shirayuki est navire amiral pour le Contre-amiral Masatomi Kimura (en), ayant à sa tête d'un convoi de troupes à destination de Lae. Lors d'une attaque aérienne Alliée le 3 mars, une bombe explose dans son magasin arrière, endommageant gravement sa poupe et tuant 32 membres d'équipage. Le Shirayuki coule finalement à 55 milles marins (101,86 km) au sud-est de Finschhafen, à la position 7° 15′ S, 148° 30′ E. Les survivants, dont l'Amiral Kimura et son capitaine, le Commandant Sugawara, sont secourus par le Shikinami.
Il est rayé des listes de la marine le 1er avril 1943.